# Gildardo García
Gildardo García (ur. 9 marca 1954 w Medellín, zm. 15 stycznia 2021 tamże) – kolumbijski szachista, drugi arcymistrz w historii tego kraju (tytuł otrzymał w 1992 roku).
Zmarł 15 stycznia 2021 na COVID-19.

## Kariera szachowa
W drugiej połowie lat 70. awansował do krajowej czołówki, do której należy do dziś. Pomiędzy 1977 a 2006 rokiem jedenastokrotnie zdobył tytuł indywidualnego mistrza Kolumbii, natomiast w latach 1976–2006 również 11 razy reprezentował narodowe barwy na szachowych olimpiadach (w tym czterokrotnie na I szachownicy). Jeden z największych sukcesów w swojej karierze osiągnął w roku 1995, zwyciężając wspólnie z Gilberto Hernandezem w turnieju strefowym w San Salvador i zdobywając awans do pucharowego turnieju o mistrzostwo świata w Groningen w roku 1997. W turnieju tym w I rundzie wyeliminował Emila Sutowskiego, ale w II przegrał z Michałem Krasenkowem i odpadł z dalszej rywalizacji.
Do największych sukcesów Gildardo Garcii w turniejach międzynarodowych należą m.in. III m. w Bogocie (1979, za Aleksandrem Bielawskim i Jamesem Tarjanem), I m. w Salamance (1988), I m. w Nowym Jorku (1989), I m. w Hawanie (1991, memoriał Jose Raula Capablanki, turniej B), I m. w Meridzie (1994, memoriał Carlosa Torre Repetto), dz. III m. w San Felipe (1998, za Aleksandrem Iwanowem i Alexandre Lesiege, wspólnie z Rafaelem Leitao), dz. I m. w Cali (2000, wspólnie z Lazaro Bruzonem i Thomasem Lutherem) oraz I m. w Cartagenie (2001).
Najwyższy ranking w karierze osiągnął 1 lipca 1994 r., z wynikiem 2540 punktów zajmował wówczas 2. miejsce (za Alonso Zapatą) wśród kolumbijskich szachistów.